# Mouvement des consommateurs lésés
```

```

Le Mouvement national des consommateurs lésés (MNCL), anciennement « Les consommateurs lésés », est une association en République démocratique du Congo, qui a pour objectif de prévenir, conseiller et aider les consommateurs à défendre leurs droits dans le respect des lois. Il est créé en 2016.

## Historique
En 2016, un groupe de citoyens congolais décide de créer un mouvement citoyen nommé « Les consommateurs lésés », ayant pour but de lutter pour les droits des citoyens congolais. Ce groupe comprenait Joël Lamika, le rappeur Lexxus Legal, ainsi que leurs amis, notamment Peter Komandua et Ados Ndombasi. Bien que n'étant pas reconnu comme un organisme officiel, ce mouvement militait pour le bien des consommateurs congolais.

## Combat
Le 20 septembre 2017, les membres du mouvement « Les citoyens lésés » protestent contre l'invalidation des passeports semi-biométriques,, afin de dénoncer cette mesure jugée arbitraire. Un grand nombre d'entre eux sont arrêtés, dont Joel Lamika, Lexxus Legal, Peter Komandua et Ados Ndombasi. Ils sont ensuite conduits au commissariat provincial avant d'être relâchés le même jour. Le gouvernement finit par assouplir les conditions du retrait du passeport.
	Le mouvement poursuit ses combats de défense des droits des consommateurs congolais, jusqu'à ce qu'il soit officialisé en 2020 par son initiateur, Joël Lamika, qui en fait une plateforme reconnue comme une organisation à but non lucratif, avec comme mission exclusive est de promouvoir et défendre les droits des consommateurs congolais.
	La même année, en septembre 2020, le gouvernement congolais lance le projet RAM, visant à lutter contre les téléphones contrefaits avec l'instauration d'une taxe qui sera imposée à tous les usagers. La décision suscite beaucoup de polémiques et plusieurs mouvements citoyens s'opposent fermement à cette taxe. Le 2 mai 2021, l'Autorité de régulation des postes et télécommunications du Congo (ARPTC) décide de restreindre plusieurs numéros de téléphone, une mesure perçue comme un moyen de contraindre les abonnés insolvables à payer la taxe RAM. Cela donne lieu à de vives protestations,. Le MNCL appelle les citoyens à se mobiliser pour une marche, afin d'exiger la suppression de cette taxe. Bien que le Collectif des mouvements citoyens (G24) et la communauté estudiantine aient annoncé l'annulation de la marche, le MNCL et le mouvement Lucha réaffirment que la marche se tiendra comme prévu, précisant que le G24 n'est pas à l'origine de cette initiative. Le 3 mai 2021, des manifestants, conduits par le MNCL protestent contre la taxe RAM, jugée injuste par plusieurs organisations citoyennes. Dispersés par la police, ils se dirigent ensuite vers la Primature, à laquelle l'accès leur est également été refusé. Les forces de l'ordre utilisent des gaz lacrymogènes pour les disperser. Plusieurs manifestants sont arrêtés par les autorités avant d'être relâchés. Après plusieurs actions de cette envergure, les différents mouvements citoyens lancent un ultimatum au gouvernement pour la suppression de celle-ci, en octobre 2021. Sous la pression, le gouvernement congolais décide de supprimer la taxe RAM, après avoir étudié les enjeux de cette décision,.
	Le 25 août 2021, une réunion se tient à Kinshasa entre le ministre de l'Économie nationale, Jean-Marie Kalumba, et divers acteurs, notamment des associations de consommateurs et des syndicats de vendeurs, pour une évaluation de l'application des accords sur la baisse des prix des surgelés conclus entre le gouvernement et la Fédération des entreprises du Congo (FEC). Le MNCL dénonce la dépendance persistante de l'État congolais aux produits surgelés importés, soulignant l'impact négatif sur les consommateurs locaux.
En avril 2022, le MNCL interpelle le ministre de la Communication, Patrick Muyaya, au sujet des tarifs jugés excessifs pratiqués par Canal+ en RDC. L'organisme met en lumière le fait que les Congolais payent des abonnements plus élevés que ceux des pays voisins pour des services similaires. Après près d'un an de lutte et de plaidoyer, une réduction significative des prix des services de Canal+ en RDC est appliquée.
En novembre 2023, Joel Lamika, coordonnateur ayant passé trois ans à la tête de ce mouvement, démissionne et décide de se consacrer à sa carrière politique, notamment en vue des élections de décembre 2023.
En septembre 2024, le MNCL soutient la campagne sur le civisme routier lancée par Jacquemain Shabani. André Kakubu, porte-parole, appelle la population à participer etexhorte les autorités à respecter les règles de circulation et à améliorer les infrastructures routières.
En septembre 2024, le Mouvement national des consommateurs lésés (MNCL) dénonce la hausse des prix des produits de première nécessité en RDC, accusant les spéculateurs de manipuler les prix. L'organisation appelle le gouvernement à appliquer des mesures fiscales et à sanctionner les contrevenants.
En novembre 2024, le MNCL signale une augmentation notable des prix des produits de première nécessité sur les marchés en République démocratique du Congo, ainsi qu'une raréfaction de certains produits. L'organisation adresse une recommandation au gouvernement lui enjoignant d'appliquer un décret suspendant la TVA, préconisant une réduction des taxes, des sanctions à l'encontre des spéculateurs et une baisse urgente des prix afin d’atténuer l’impact sur les consommateurs. Après étude de ce dossier, le gouvernement annonce une baisse des prix sur le marché.